# .jobs
.jobs – internetowa domena najwyższego poziomu, przeznaczona dla serwisów związanych tematycznie z zatrudnieniem i poszukiwaniem pracy. Domena została zatwierdzona przez ICANN 8 kwietnia 2005 r. Dodana do serwerów głównych we wrześniu 2005 r.